# Battaglia di Xuzhou
La battaglia di Xuzhou fu un conflitto militare tra l'Impero del Giappone e le forze della Repubblica di Cina nel maggio 1938 durante la seconda guerra sino-giapponese.

## Storia
Nel 1937 l'Armata dell'area della Cina settentrionale aveva inseguito la 29ª Armata di Song Zheyuan a sud lungo la ferrovia Jinpu (vedi Operazione ferrovia Tianjin-Pukou) dopo la sua sconfitta nella Battaglia del ponte di Lugou. Dopo che il Giappone vinse la battaglia di Nanchino, l'Armata dell'Area della Cina settentrionale avanzò verso sud per stabilire un collegamento giapponese tra Pechino e Nanchino, ignorando la politica non espansionista del Quartier Generale Imperiale a Tokyo. La maggior parte delle forze aeree e meccanizzate nella Cina orientale vennero spazzate via nella battaglia di Shanghai, che si concluse alla fine di novembre 1937. Sebbene fosse stato acquistato nuovo equipaggiamento, doveva ancora essere spedito. Han Fuqu, il presidente della provincia di Shandong, rifiutò gli ordini di Chiang Kai-shek e continuò a ritirarsi per preservare le sue forze. Dopo che Qingdao venne occupata nel gennaio 1938, la politica di Han venne denunciata ed egli venne giustiziato il 24 gennaio. Nel marzo 1938 le forze giapponesi occuparono il nord dello Shandong, inclusa la capitale Jinan. La linea di difesa lungo il fiume Giallo venne lacerata. A causa della pressione delle forze giapponesi, 64 divisioni cinesi si riunirono intorno a Xuzhou nel Jiangsu, il quartier generale della 5ª regione militare dell'Esercito Rivoluzionario Nazionale. Senza circondarla, il gen. Itagaki Seishiro si spostò prima a sud per attaccare Tai'erzhuang, dove venne sconfitto da Li Zongren in una battaglia asimmetrica.
In seguito a questa sconfitta, il Giappone intendeva compiere un accerchiamento contro Xuzhou e dispiegò l'Armata dell'area della Cina settentrionale a nord e l'Armata di spedizione della Cina centrale a sud. L'Armata dell'area della Cina settentrionale aveva quattro divisioni e due brigate di fanteria tratte dall'Armata del Kwantung. L'Armata di spedizione della Cina centrale aveva tre divisioni e il 1º e il 2º Battaglione carri con unità di supporto motorizzate formate nei distaccamenti Iwanaka e Imada, a cui venne ordinato di avanzare a ovest di Xuzhou per tagliare ed impedire alle forze cinesi di ritirarsi verso ovest. Il 5º Battaglione carri venne utilizzato per supportare la 3ª Divisione fanteria che avanzava verso nord lungo la ferrovia per Xuzhou. Truppe aggiuntive vennero schierate nella battaglia dell'Henan settentrionale e orientale dall'Armata dell'area della Cina settentrionale per fermare i rinforzi cinesi dall'ovest. Un contrattacco cinese qui portò alla battaglia di Lanfeng. Tuttavia, con l'avvicinarsi dell'Armata di spedizione della Cina centrale da sud, la situazione generale era cupa e Chiang Kai-shek ordinò la ritirata delle armate. La demolizione degli argini che trattenevano il fiume Giallo gli concesse più tempo per la preparazione della difesa di Wuhan, ma la risultante inondazione del fiume Giallo del 1938 distrusse anche gran parte dell'area intorno al nuovo corso del fiume e causò spaventose perdite tra i civili cinesi: circa 400 000-500 000 morti e 3 milioni di rifugiati.
L'esercito giapponese vinse la feroce battaglia e alla fine conquistò Xuzhou, ma le forze giapponesi erano troppo piccole per contenere il gran numero di truppe cinesi circondate. La maggior parte dei soldati cinesi sfondarono l'accerchiamento attraverso varchi nelle linee giapponesi a ovest o si disperse nelle campagne come guerriglia. Sfondando con successo l'accerchiamento giapponese, i cinesi furono in grado di preservare la maggior parte delle loro forze. Queste unità avrebbero formato circa il 50% delle forze cinesi che parteciparono alla difesa di Wuhan.